# Tinariwen
I Tinariwen (dal Tamashek: "deserti", la parola è il plurale di Ténéré. Nell'alfabeto tifinagh si scrive ⵜⵏⵔⵓⵏ, oppure nella forma con le vocali ⵜⵉⵏⴰⵔⵉⵡⵉⵏ) sono un gruppo musicale proveniente da Tamanrasset nel sud dell’Algeria e dal Tessalit nell’Azawad. La loro musica, il Tishoumaren, mischia tra loro elementi blues, rock, world e di musica tradizionale Tuareg.

## Storia del gruppo
Ibrahim Ag Alhabib, il fondatore del gruppo, rimasto orfano di padre ed esule in Algeria, iniziò ad appassionarsi a vari tipi di musica: tipiche melodie tradizionali dei tuareg, blues, raï (che ascoltava nelle taverne algerine), il chaabi e anche il rock e il pop occidentale.
Ibrahim cercò di riprodurre questi tipi di musica con una chitarra costruita da lui stesso. Con questa chitarra si esibì in concerti tenuti negli accampamenti dei profughi tuareg tra gli anni settanta e ottanta assieme ad Alhassane Ag Touhami e Inteyeden Ag Ableine, altri due esiliati suoi compatrioti.
Iniziò a suonare con le chitarre acustiche ed elettriche in Libia, nei campi nei quali il colonnello Gheddafi addestrava i combattenti dei movimenti di liberazione di mezza Africa.
Vennero a far parte del gruppo in questo periodo Kheddou, Mohammed Ag Itlale e Abdallah Ag Alhousseyni tutti e tre profughi Tamashek.
Il gruppo prese la decisione nel 1996 di dedicarsi alla musica a tempo pieno. Nel 1999 conoscono il gruppo francese Lo'Jo e il chitarrista inglese Justin Adams (componente dei Strange Sensation di Robert Plant) al festival maliano Festival au désert. Questi sono i produttori del Cd The Radio Tisdas Sessions (2001), primo disco dei Tinariwen al di fuori del loro continente. Nel 2004 uscì il loro secondo disco, Amassakoul ed il gruppo inizia ad esibirsi nei live in Europa e negli Stati Uniti. In seguito all'invito di Carlos Santana al proprio fianco sul palco del Montreux Jazz Festival il gruppo diviene sempre più popolare. Nel 2007 esce il terzo album Aman Iman (Water is Life), sempre prodotto da Adams, ed ottiene apprezzamenti presso varie riviste che si occupano di rock. Questa risonanza permette al gruppo di partecipare al festival di Glastonbury. Sempre nello stesso anno i Tinariwen tengono due concerti in Italia, partecipando al Festival di Villa Arconati e riscuotendo gradimento da parte del pubblico. Il 18 agosto il gruppo apre un concerto dei Rolling Stones allo Slane Castle di Dublino.

## Formazione

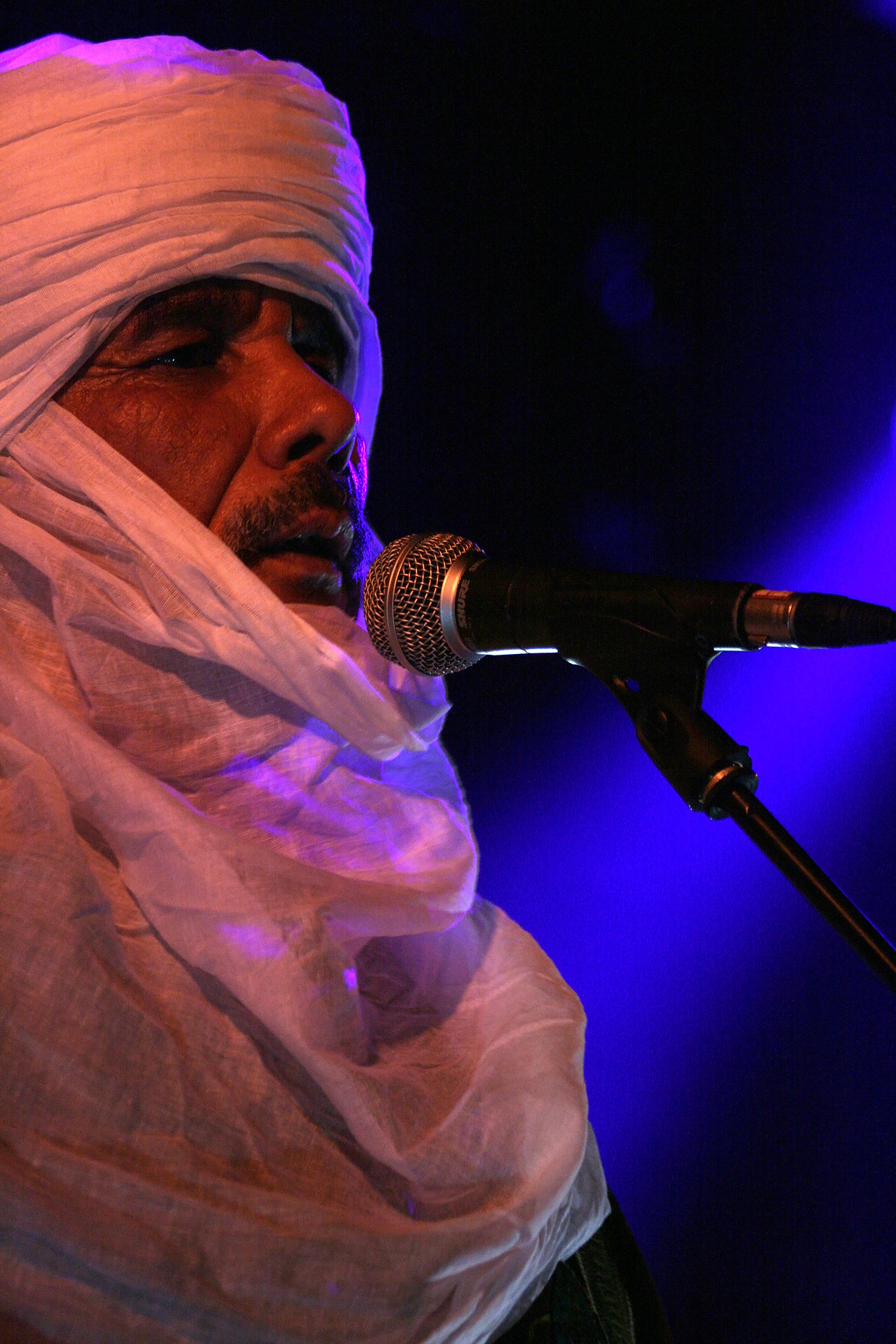
In concerto

- Ibrahim Ag Alhabib - chitarra e voce
- Abdallah Ag Lamida - chitarra e voce
- Mohammed Ag Itlale "il Giapponese" - chitarra e voce
- Abdallah Ag Alhousseyni "Catastrofe" - chitarra acustica, basso e voce
- Hassan Ag Touhami - chitarra, percussioni e voce
- Mina Walet Oumar - coro
- Eyadou Ag Leche - basso, voce, Calabash
- Said Ag Ayad - percussioni, coro
- Elaga Ag Hamid – chitarra acustica, voce

## Discografia
- 2002 - The Radio Tisdas Sessions
- 2004 - Amassakoul
- 2007 - Aman Iman
- 2009 - Imidiwan Companions
- 2011 - Tassili
- 2014 - Emmaar
- 2015 - Live in Paris
- 2017 - Elwan
- 2019 - Amadjar
- 2022 - Kel Tinariwen
- 2023 - Amatssou